# Buforowe układy krwi
Buforowe układy krwi – obecne w osoczu mieszaniny słabych kwasów i ich zasadowych soli zapewniające utrzymanie stałego pH krwi (7,35-7,45), najważniejszymi buforowymi układami krwi są bufory:
- wodorowęglanowy (H
2CO
3/NaHCO
3)
- hemoglobinowy
- fosforanowy (NaH
2PO
4/Na
2HPO
4)
- białkowy (białczanowy)

Ich działanie polega na neutralizacji wprowadzonych egzogennie (np. wraz z pożywieniem) lub powstających w wyniku przemiany materii związków chemicznych o charakterze kwaśnym i zasadowym, np. tworzony podczas beztlenowego katabolizmu glukozy w mięśniach kwas mlekowy zostaje zneutralizowany zgodnie z równaniem:
CH
3CHOHCOOH + NaHCO
3 → CH
3COHCOONa + H
2O + CO
2
Powstały CO2 po odprowadzeniu do płuc zostaje usunięty wraz z wydychanym powietrzem poza organizm. Działanie białek jako buforów związane jest z obecnością w ich cząsteczkach grup funkcyjnych:
aminowej – NH2 (grupa zasadowa) oraz karboksylowej – COOH (gr. kwasowej), dzięki czemu mogą one reagować jako słabe kwasy i zasady. Najważniejszymi białkami wchodzącymi w skład buforowych układów krwi są albuminy.
Zaburzenie równowagi kwas − zasada osocza prowadzi do acydozy (kwasicy) lub alkalozy (zasadowicy).